# GLAY;1 POISON
『GLAY;1 POISON』（グレイ・ワン・ポイズン）は、1990年8月28日に配布されたGLAYのデモテープである。

## 概要
- GLAYが上京後に初めて発表したデモテープである。
- ライブで配布された。
- ジャケットのデザインはHISASHIが担当している。
- B面に「ONE AND ONLY」が収録されているバージョンと、何も収録されていないバージョンが存在する。

## 収録曲
1. POISON
2. ONE AND ONLY